# مسعود بهنود
مسعود بهنود (تاريخ الميلاد 27 تموز\يوليو 1947) كاتب وصحفي ومنتج أفلام إيراني. بدء العمل في الصحافة عام 1963 وأكثر اهتمامه كان في مجال السياسة وتاريخ إيران الحديث. أسس أكثر من 20 جريدة ومجلة في إيران. في عام 2002 هاجر إلى بريطانيا والآن يسكن هناك.

## مؤلفاته
ألف مسعود بهنود 15 كتاباً باللغة الفارسية كمايلي:
- من سيد ضياء حتى بختيار
- 275 مع مهدي بازركان
- حروف، حرفين وحرف آخر
- هؤلاء النساء الثلاث
- القتلى أثر النزاع على القوة
- الفارون من القلب
- أمينة
- نحن نبقى
- الرصاصة سيئة
- ربما الحرف الآخر
- في القيد لكنه أخضر
- السيدة
- ضد الذاكرات
- بعد 11 سبتمر
- الجرة المكسورة

## وصلات خارجية
- موقع مسعود بهنود - باللغة الإنجليزية